# Palazzo dei Sindacati dell'Industria
Il Palazzo dei Sindacati dell'Industria, oggi Palazzo della Camera del Lavoro, è un edificio storico di Milano, situato in corso di Porta Vittoria al civico 43. Fu eretto in stile monumentalista fra il 1930 e il 1933 come sede dei Sindacati Fascisti dell'Industria su progetto degli architetti Angelo Bordoni, Luigi Caneva e Antonio Carminati. Le opere scultoree, poi rimosse, erano realizzate su disegno di Mario Sironi. L'edificio ha subito profondi mutamenti edilizi e architettonici dopo il 1945 e la caduta del fascismo.

## Storia

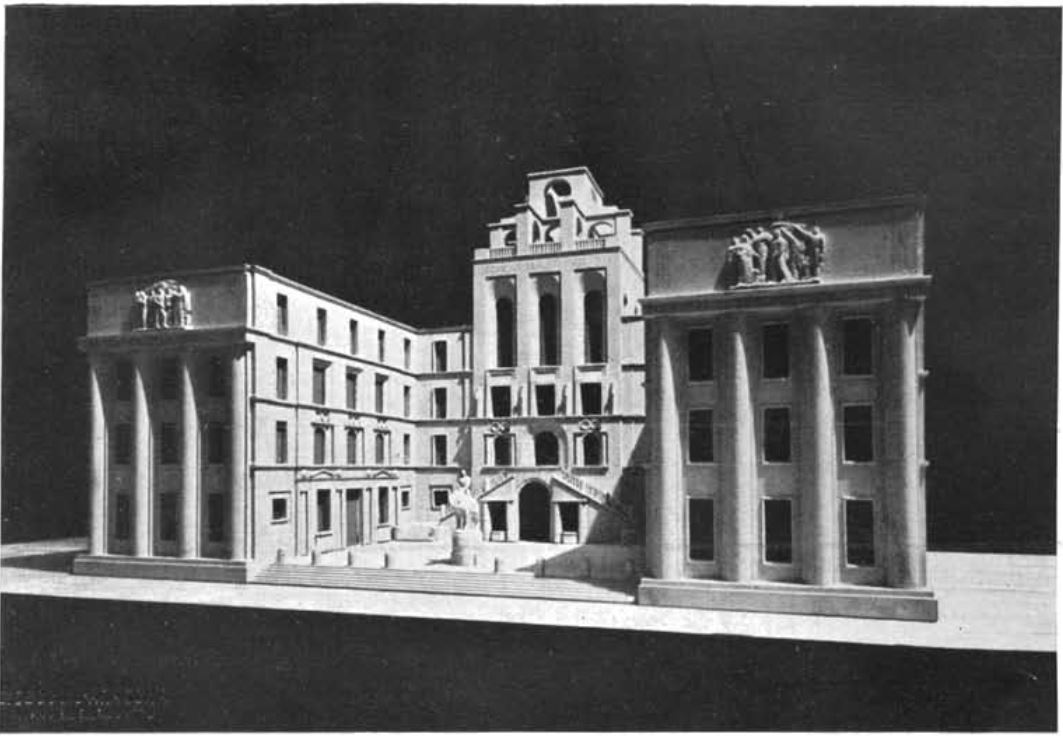
Plastico del progetto vincitore del concorso (1930).

Il concorso per la costruzione del nuovo edificio pubblico, sede di un sindacato che al tempo contava cinquecentomila lavoratori, fu indetto nel 1928; nel 1930 la commissione giudicante composta dal presidente Arnaldo Mussolini, Luigi Franco Cottini, segretario federale del P.N.F., Luigi Begnotti, segretario dell'Unione Provinciale Sindacati Fascisti dell'Industria, e dagli architetti Paolo Mezzanotte, Diego Brioschi e Luigi Ferrari stabilì la seguente graduatoria: progetto Anno VIII (architetti Bordoni, Caneva, Carminati), vincitore; progetto Nell'anno VIII (architetti Fabbroni, Winderling), secondo classificato; progetto Marisa (architetti Marelli, Casale, terzo classificato. La licenza edilizia a costruire fu rilasciata l'8 luglio 1930, la licenza di occupazione il 5 dicembre 1933, data di fine dei lavori.

## Descrizione

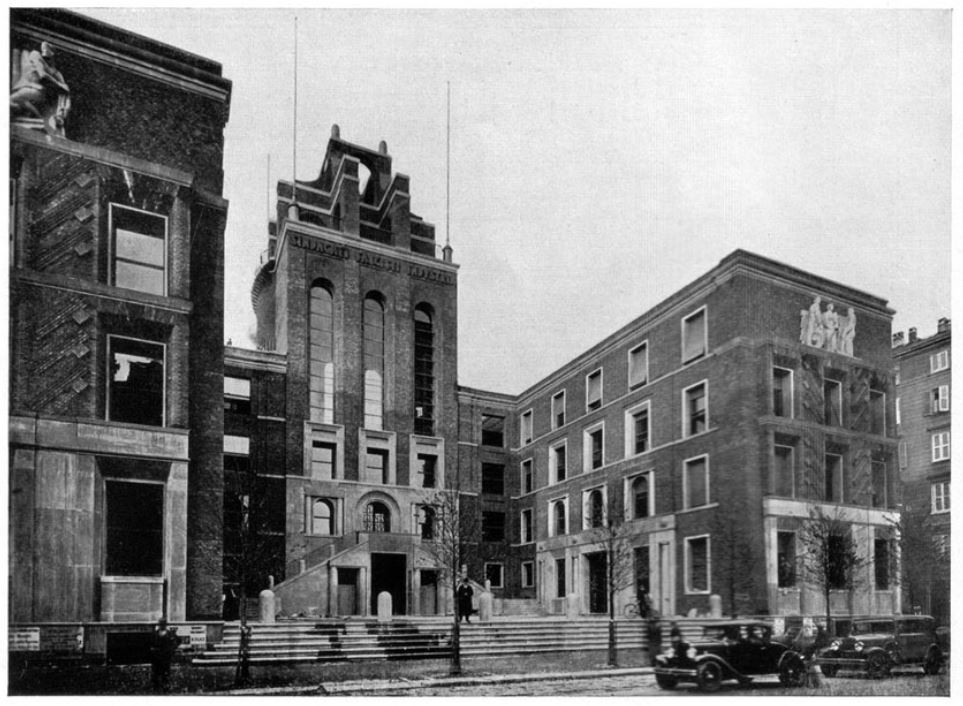
L'edificio nel gennaio 1933 (da Architettura. Rivista del Sindacato nazionale fascista architetti): si notino l'apparato architettonico sulla torre e gli altorilievi di Sironi, oggi non più esistenti.

L'edificio sorge su un'area pressoché quadrata di circa 2000 mq. con fronte sul corso di Porta Vittoria, fra il vicino Palazzo di Giustizia e la Piazza Cinque Giornate. La forma del palazzo è come una U che si apre sul corso di Porta Vittoria con due braccia laterali di quattro piani. La piazzetta centrale, sotto alla quale è ricavata un ampio salone nato come luogo delle riunioni plenarie, si eleva di circa un metro e mezzo rispetto al piano stradale; fa da quinta la torre centrale, originariamente alta 48 m, alla quale si accede anche attraverso due scaloni perfettamente uguali e simmetrici che portano all'atrio del primo piano. L'edificio è anche dotato di due ingressi laterali sulle vie Dandalo e via Savaré, quest'ultima in costruzione ai tempi dell'erezione del palazzo.
Il grande salone sottostante la piazzetta, progettato per ospitare fino a 2000 persone, ebbe un ruolo di particolare rilievo in fase di progettazione dell'edificio: la vicinanza di corsi d'acqua nelle vicinanze contribuiva infatti a fare sì che la falda freatica subisse variazioni di quota non trascurabili, rendendo necessari un accurato isolamento e una armatura in ferro adatta a contrastare le spinte dell'acqua verso la superficie. L'ampiezza del salone, inoltre, rese necessarie strutture che prevedessero la grande quantità dei carichi gravanti a soffitto..
I due bracci laterali erano in origine decorati con fasci littori obliqui e due altorilievi simboleggianti La marcia su Roma e La carta del Lavoro disegnati di Mario Sironi e realizzati degli scultori Carlo Bertolazzi e Silvio Zaniboni; le due opere furono asportate dopo il 1945 insieme ai fasci littori, di cui rimane una vaga traccia nella decorazione attuale. Sempre dopo il 1945 l'edificio fu interessato da sostanziali modifiche che rimossero le molte testimonianze celebrative del periodo fascista: in particolare la torre centrale venne innalzata di un piano ed eliminate così. le arcate e quinte architettoniche del terrazzo.